# Malátia
Malátia (em turco: Malatya) é uma cidade do sudeste da Turquia, capital da província e área metropolitana homónima, que faz parte da região da Anatólia Oriental. O conjunto dos distritos que a malha urbana da cidade ocupa, na totalidade ou parcialmente, (Battalgazi e Yeşilyurt) tem 1 900 km² e em dezembro de 2021 tinha 641 799 habitantes (densidade: 337,8 hab./km²).
Na cidade funciona a Universidade İnönü, fundada em 1975.

## Etimologia
A cidade atual é a sucessora da cidade hitita de Melid ou Milid, depois chamada Meliddu (em acádio) pelos Assírios, cujas ruínas se encontram na vila próxima de Arslantepe. Essa mesma cidade é mencionada em fontes antigas com nomes como Melitealkhé, Melidda, Malidiya, Melitea e, possivelmente, Midduwa.
Estrabão relata que a cidade era conhecida "pelos antigos" como Melitene (em grego: Μελιτηνή ou Μελιτίνη, Melitine), um nome que foi usado a partir do período helenístico até ao fim do domínio bizantino. Outro nome em grego ainda em uso pelos falantes de grego é Malateia (Μαλάτεια). O nome em arménio é Malat'ya (Մալաթիա) e em siríaco é chamada Malīṭīná (ܡܠܝܛܝܢܐ‎).

## História
Melitene, como era conhecida pelos romanos, foi o acampamento base da Legio XII Fulminata. Eutímio, o Grande (377–473), um dos fundadores do monasticismo bizantino na Palestina, nasceu em Melitene. Um outro importante natural da cidade foi o erudito siríaco do século XIII Bar Hebreu.
A cidade bizantina situava-se junto ao que antes foi a cidade hitita, no atual distrito de Battalgazi, a alguns quilómetros do centro da cidade moderna, a qual só foi fundada em 1838. A cidade antiga passou então a ser conhecida como Esquimalátia (Eskimalatya; Malátia Velha), um nome que no início do período republicano foi mudado para Battalgazi em homenagem ao heroi lendário medieval Battal Gazi.
Em 1891, a cidade foi destruída por um sismo. Em 1893 a população arménia foi alvo de massacres e saques, que se repetiram em 1915, durante o genocídio arménio. Os sismos da Turquia e Síria de 2023, causaram grandes estragos em Malátia.

## Agricultura
A região de Malátia é conhecida pelos seus damascos e as suas terras são regadas com afluentes do rio Eufrates. Os damascos de Malátia são geralmente secos ao sol em hortos tradicionais e são exportados para todo o mundo.